# しあわせの素
『しあわせの素』（しあわせのもと）とはフジテレビで2011年4月13日から9月22日まで水曜日24:45 - 25:10（木曜日未明0:45 - 1:10）に放送されていたしあわせ体験情報バラエティ番組。
2010年10月1日23:00 - 23:55にパイロット版が放送された。

## 概要
オアシズ、黒沢かずこ（森三中）、椿鬼奴、マツコ・デラックスの不幸女子代表が他人のしあわせをテイスティングするしあわせ体験情報バラエティ番組である。毎回スタジオにはゲストが登場して、「しあわせ」を感じる瞬間をVTRで再現されたり、しあわせエピソードなどが語られる。
パイロット版は「クロサワ映画」公開3週間前に放送。この映画には、黒沢・光浦・大久保・鬼奴の4人が出演している。映画の告知もされた。

## 出演者
- 矢部浩之
- オアシズ（光浦靖子・大久保佳代子）
- 黒沢かずこ
- 椿鬼奴
- マツコ・デラックス

### ナレーション
- 高橋真麻

## ゲスト
| 放送回        | 放映日        | 幸せ妄想 | 幸せゲスト                                                                      | 今週のおすそわけ人（しあわせのおすそわけ）                                                                      |
| ------------- | ------------- | -------- | ------------------------------------------------------------------------------- | --- |
| パイロット版  | 2010年10月1日 | -        | -                                                                               | 東尾理子,大島美幸（森三中）,平井理央（フジテレビアナウンサー）, ローラ,ミッツ・マングローブ,柳原可奈子,白川和子 |
| 1             | 2011年4月13日 | かよこ   | 草刈民代                                                                        | 岡本夏生 |
| 2             | 2011年4月20日 | かずこ   | 藤本美貴                                                                        | 安田美沙子 |
| 3             | 2011年4月27日 | やっこ   | 藤本美貴                                                                        | トリンドル玲奈,岡本夏生                                                                                         |
| 4             | 2011年5月4日  | みんな   | 木下優樹菜                                                                      | 多岐川華子 |
| 5             | 2011年5月11日 | やすこ   | 杉村太蔵                                                                        | - |
| 6             | 2011年5月18日 | かずこ   | 山本モナ                                                                        | - |
| 7             | 2011年5月25日 | やっこ   | 道端アンジェリカ                                                                | misono |
| 8             | 2011年6月1日  | マツコ   | 内田恭子                                                                        | - |
| 9             | 2011年6月8日  | まあさ   | 磯野貴理                                                                        | - |
| 10            | 2011年6月15日 | かよこ   | 石原良純                                                                        | 島崎和歌子 |
| 11            | 2011年6月22日 | かよこ   | 今田耕司,宮川大輔                                                               | - |
| 12            | 2011年6月29日 | やすこ   | 今田耕司,宮川大輔                                                               | - |
| 13            | 2011年7月6日  | かずこ   | IMALU                                                                           | 中村仁美（フジテレビアナウンサー）                                                                              |
| 14            | 2011年7月13日 | かよこ   | 藤森慎吾（オリエンタルラジオ）                                                  | - |
| 15            | 2011年7月20日 | まあさ   | YOU                                                                             | 矢口真里 |
| 16            | 2011年7月27日 | やっこ   | ダイアモンド✡ユカイ                                                             | 隅田美保（アジアン）                                                                                            |
| 17            | 2011年8月3日  | かずこ   | 田原俊彦                                                                        | - |
| 18            | 2011年8月10日 | -        | 田原俊彦                                                                        | - |
| 19            | 2011年8月17日 | -        | 『夏休み特別企画 不幸女子と女子アナ 人間として何が違うのか!?スペシャル (前編)』 | 『夏休み特別企画 不幸女子と女子アナ 人間として何が違うのか!?スペシャル (前編)』                                 |
| 19            | 2011年8月17日 | -        | 中野美奈子,中村仁美,高橋真麻,平井理央 （全てフジテレビアナウンサー）            | - |
| 20            | 2011年8月24日 | -        | 『夏休み特別企画 不幸女子妄想大賞』                                             | 『夏休み特別企画 不幸女子妄想大賞』                                                                             |
| 21            | 2011年8月31日 | -        | 『夏休み特別企画 不幸女子と女子アナ 人間として何が違うのか!?スペシャル (後編)』 | 『夏休み特別企画 不幸女子と女子アナ 人間として何が違うのか!?スペシャル (後編)』                                 |
| 21            | 2011年8月31日 | -        | 中野美奈子,中村仁美,高橋真麻,平井理央                                           | 又吉直樹（ピース）,夏川純                                                                                       |
| 22            | 2011年9月7日  | やすこ   | 森泉                                                                            | きゃりーぱみゅぱみゅ                                                                                            |
| 23            | 2011年9月14日 | マツコ   | LINA,NANA（MAX）                                                                | - |
| 24 （最終回） | 2011年9月21日 | かずこ   | 土屋アンナ                                                                      | - |

VTR出演者
- 鈴木おさむ - しあわせのおすそわけに出演。（パイロット版）
- ジジ・ぶぅ - しあわせのおすそわけに出演。（パイロット版）
- 宮川俊二 - 幸せ妄想に出演。（第1回、第10回、第11回、第14回）
- 乙 - 幸せ妄想に出演。（第8回）
- 西山喜久恵（フジテレビアナウンサー） - しあわせのおすそわけに出演。（第13回）
- 阿部知代（フジテレビアナウンサー） - しあわせのおすそわけに出演。（第13回）

## 主なスタッフ
- 構成：石原健次、桜井慎一、樅野太紀
- TM：久米村豊→塩津英史
- TP：高瀬義美
- SW：高田治
- CAM：小川利行
- AUD：本間祥吾→森田篤
- VE：谷古宇利勝
- 照明：安藤雄郎
- 美術プロデューサー：三竹寛典
- セットデザイン：鈴木賢太
- 美術進行：楫野淳司、西嶋友里
- 大道具：松本達也、稲本浩
- 持道具：土屋洋子
- 装飾：門間誠、羽染香樹
- アクリル装飾：斉藤祐介
- 電飾：佐々木行裕
- 生花装飾：荒川直史
- 衣裳：山田斉
- メイク：長縄真弓、富永智子
- 編集：鈴木敬二
- 手書きテロップ：金山聖来
- MA：吉田肇
- 音響効果：大久保吉久
- TK：水越理恵
- CGプロデュース：久保田幸
- CGディレクター：木本禎子
- 編成：佐々木渉→安喜昌史
- 広報：小中ももこ
- AP：児玉芳郎、瓜生夏美
- ディレクター：鈴木善貴
- プロデューサー：亀高美智子
- 演出：渡辺琢
- 技術協力：ニユーテレス、IMAGICA、FLT
- 制作協力：D-Craft、3×7
- 制作：フジテレビバラエティ制作センター
- 制作著作：フジテレビ

## ネット局
| 放送対象地域   | 放送局                 | 放送日時                        | 放送期間                       | 備考                                                                               |
| -------------- | ---------------------- | ------------------------------- | ------------------------------ | ---------------------------------------------------------------------------------- |
| 関東広域圏     | フジテレビ (CX)        | 水曜 24:45 - 25:10              | 2011年4月13日 - 2011年9月21日  | 制作局                                                                             |
| 宮城県         | 仙台放送 (OX)          | 水曜 24:45 - 25:10              | 2011年4月13日 - 2011年9月21日  | 同時ネット                                                                         |
| 北海道         | 北海道文化放送 (UHB)   | 火曜 24:40 - 25:05              | 2011年4月19日 - 2011年9月27日  | 6日遅れ                                                                            |
| 秋田県         | 秋田テレビ (AKT)       | 金曜 25:50 - 26:15              | 2011年5月6日 - 2011年10月21日  |                                                                                    |
| 山形県         | さくらんぼテレビ (SAY) | 月曜 24:35 - 25:00              | 2011年4月25日 - 2011年10月3日  |                                                                                    |
| 新潟県         | 新潟総合テレビ (NST)   | 木曜 24:35 - 25:00              | 2011年4月21日 - 2011年10月6日  |                                                                                    |
| 長野県         | 長野放送 (NBS)         | 火曜 24:40 - 25:05              | 2011年4月26日 - 2011年10月4日  |                                                                                    |
| 富山県         | 富山テレビ (BBT)       | 日曜 24:25 - 24:50              | 2011年6月19日 - 2012年2月19日  | 不定期にF1中継があるため、放送休止している。                                       |
| 福井県         | 福井テレビ (FTB)       | 日曜 24:25 - 24:50              | 2011年5月15日 - 2011年11月6日  |                                                                                    |
| 中京広域圏     | 東海テレビ (THK)       | 第2・第4・第5火曜 25:10 - 25:40 | 2011年4月26日 - 2012年2月21日  |                                                                                    |
| 近畿広域圏     | 関西テレビ (KTV)       | 火曜 25:30 - 25:58              | 2011年4月19日 - 2011年10月18日 |                                                                                    |
| 島根県・鳥取県 | 山陰中央テレビ (TSK)   | 火曜 15:05 - 15:29              | 2011年7月5日 - 2011年11月29日  |                                                                                    |
| 岡山県 香川県  | 岡山放送 (OHK)         | 木曜 24:35 - 25:00              | 2011年4月21日 - 2011年10月6日  |                                                                                    |
| 広島県         | テレビ新広島 (TSS)     | 水曜 24:35 - 25:00              | 2011年4月20日 - 2011年9月28日  |                                                                                    |
| 福岡県         | テレビ西日本 (TNC)     | 水曜 24:35 - 25:00              | 2011年4月20日 - 2011年9月28日  |                                                                                    |
| 愛媛県         | テレビ愛媛 (EBC)       | 水曜 24:35 - 25:00              | 2011年4月20日 - 2011年10月12日 | 2011年9月21日より『ゴッドタン』枠移動により放送時間繰上げ。それまでは25:05 - 25:30 |
| 佐賀県         | サガテレビ (STS)       | 水曜 24:35 - 25:05              | 2011年4月27日 - 2011年10月26日 |                                                                                    |
| 長崎県         | テレビ長崎 (KTN)       | 木曜 24:35 - 25:00              | 2011年4月28日 - 2011年10月6日  |                                                                                    |
| 沖縄県         | 沖縄テレビ (OTV)       | 金曜 25:20 - 25:45              | 2011年4月29日 - 2011年10月21日 |                                                                                    |

### 過去のネット局
- 福島テレビ（2011年10月2日 - 2011年10月26日）